# Kanton Arpajon-sur-Cère
Arpajon-sur-Cère is een kanton van het Franse departement Cantal. Het kanton maakt deel uit van het arrondissement Aurillac.

## Gemeenten
Het kanton Arpajon-sur-Cère omvatte tot 2014 de volgende 6 gemeenten:
- Arpajon-sur-Cère (hoofdplaats)
- Labrousse
- Prunet
- Teissières-lès-Bouliès
- Vézac
- Vezels-Roussy

Door de herindeling van de kantons bij decreet van 13 februari 2014, met uitwerking op 22 maart 2015 omvatte het kanton 15 gemeenten, waaronder het gehele voormalige kanton Montsalvy. 
Op 1 januari 2019 werden de gemeenten Calvinet en Mourjou samengevoegd tot de fusiegemeente Commune nouvelle) Puycapel, die dan in heer geheel bij het kanton Maurs werd ingelijfd. Sindsdien omvat het kanton Arpajon-sur-Cère volgende gemeenten:
- Arpajon-sur-Cère
- Cassaniouze
- Junhac
- Labesserette
- Lacapelle-del-Fraisse
- Ladinhac
- Lafeuillade-en-Vézie
- Lapeyrugue
- Leucamp
- Montsalvy
- Prunet
- Sansac-Veinazès
- Sénezergues
- Vieillevie